# Най-сладкото нещо
„Най-сладкото нещо“ (на английски: The Sweetest Thing) е американска романтична комедия от 2002 г. на режисьора Роджър Къмбъл по сценарий на Нанси Пиментал, която базира героите за себе си и приятелката си Кейт Уолш. Във филма участват Камерън Диас, Кристина Апългейт и Селма Блеър. Заглавието на филма идва от песента Sweetest Thing на „Ю Ту“ (въпреки че песента не е включена в саундтрака на филма).

## Актьорски състав
- Камерън Диас – Кристина Уолтърс
- Кристина Апългейт – Кортни Роклайф
- Томас Джейн – Питър Донахю
- Селма Блеър – Джейн Бърнс
- Джейсън Бейтман – Роджър Донахю
- Паркър Поузи – Джуди Уеб